# Lisandro Magallán
Lisandro Magallán (nascut el 27 de setembre de 1993) és un futbolista professional argentí que juga de defensa central per l'AFC Ajax de l'Eredivisie. També va jugar amb el conjunt nacional argentí en les olimpíades de 2016.